# مارتن سوليفان
مارتن أي. سوليفان(بالإنجليزية: Martin E. Sullivan) ( فبراير، 1944 - 25 فبراير، 2014) كان مدير المُتحف، وشغل منصب مُدير معرض بوتغريت الوطني للولايات المتحدة، من عام 2008 إلى عام 2012، عين بواسطة مؤسسة سميثسونيان.
ولد في تروي، نيويورك، وسع سوليفان نطاق صور المعرض ليشمل «الأميركيين البارزيين من أمثال يونيس كينيدي شرايفر وأليس وترز» بالأضافة إلى صور الرؤوساء والسيدات الأوائل، حَل على التقاعد في عام 2012، وأصبح سوليفان أحد كبار الباحثيين في مؤسسة سميثسونيان.
وقد شَغل مَناصب أخرى فشغل مَنصب مُدير متحف هيرد والمتحف الأميركي للفن والثقافن في فينيكس (أريزونا) 1990-1999، ومدير مُتحف نيويورك من 1983- 1990، وشَغل مَنصب المفوض المساعد لشؤون المتاحف في وزارة التربية والتعلم ولاية نيويورك.
كان سوليفان عضو في هيئة التدريس وبرفيسور في التاريخ من كلية سانت ماري في ماريلاند.
توفي سوليفان وهو في عمر السبعين سنة بسبب قصور كلوي.